# ボーン・イン・アメリカ
『ボーン・イン・アメリカ』（Born in America）は、アメリカ合衆国のヘヴィメタル・バンド、ライオットが1983年に発表した5作目のスタジオ・アルバム。

## 背景
バンドはエレクトラ・レコードとの契約を失い、本作はカナダのインディーズ・レーベル「クオリティ・レコード」から発表された。「デヴィル・ウーマン」はクリフ・リチャードのカヴァーである。

## 反響・評価
アメリカでは1984年2月11日付のBillboard 200で175位に達し、『ファイアー・ダウン・アンダー』（1981年）以来の全米トップ200アルバムとなった。ジェイソン・アンダーソンはオールミュージックにおいて5点満点中2.5点を付け「レット・フォリスターのボーカルに関しては、彼が初参加した『レストレス・ブリード』と同様、良い仕事をしている。本作が今一つとなった原因は、フォリスターの歌唱ではなく、精彩を欠いた陳腐な楽曲である」と評している。

## 収録曲
特記なき楽曲はマーク・リアリ作。

### オリジナルLP
メタル・ブレイド・レコーズから1999年に発売された再発CDも、同じ曲順となっている。
サイド1
1. "Born in America" (Mark Reale, Rhett Forrester, Steve Loab) - 4:33
2. "You Burn in Me" - 3:38
3. "Wings of Fire" - 4:40
4. "Running from the Law" - 4:24
5. "Devil Woman" (Terry Britten, Christine Holmes) - 3:57

サイド2
1. "Vigilante Killer" (R. Forrester) - 3:02
2. "Heavy Metal Machine" - 3:35
3. "Where Soldiers Rule" (Rick Ventura) - 3:43
4. "Gunfighter" - 4:25
5. "Promised Land" (R. Ventura) - 3:50

### 1989年再発CD (CSCS 5025)
1. ボーン・イン・アメリカ - "Born in America" (M. Reale, R. Forrester, S. Loab) - 4:07
2. ユー・バーン・イン・ミー - "You Burn in Me" - 3:40
3. ヴィジランティ・キラー - "Vigilante Killer" (R. Forrester) - 3:02
4. ヘヴィ・メタル・マシーン - "Heavy Metal Machine" - 3:37
5. デヴィル・ウーマン - "Devil Woman" (T. Britten, C. Holmes) - 4:01
6. ウィングス・オブ・ファイアー - "Wings of Fire" - 4:39
7. ランニング・フロム・ザ・ロウ - "Running from the Law" - 4:24
8. ホエア・ソルジャース・ルール - "Where Soldiers Rule" (R. Ventura) - 3:45
9. ガンファイター - "Gunfighter" - 4:27
10. プロミスト・ランド - "Promised Land" (R. Ventura) - 3:55

## 参加ミュージシャン
- レット・フォリスター - ボーカル
- マーク・リアリ - ギター
- リック・ヴェンチュラ - ギター
- キップ・レミング - ベース
- サンディ・スレイヴィン - ドラムス